# Marcus Munatius Sulla Cerialis
Marcus Munatius Sulla Cerialis (auch Cerealis; † 219) war ein römischer Politiker und Senator des 3. Jahrhunderts n. Chr.
Durch eine Weihinschrift ist belegt, dass er Statthalter (Legat) in der Provinz Noricum war. Da der Text Provinzeinwohner erwähnt, die nicht das volle Bürgerrecht besaßen, könnte Cerialis sein Amt noch vor dessen Verleihung an alle Reichsbewohner in der Constitutio Antoniniana (212) angetreten haben. Bei der Inschrift handelt es sich um eine Weihung an den Kriegsgott Hercules und die Siegesgöttin Victoria, sodass vermutet wurde, dass Sulla Cerialis zuvor einen militärischen Erfolg errungen haben könnte. Dabei könnte es sich um Auseinandersetzungen mit den Quaden handeln, die in der bei dem Geschichtsschreiber Cassius Dio bezeugten Hinrichtung von deren König Gaviomarus/Gaiobomarus endeten. Sollte dies zutreffen, könnte das ordentliche Konsulat, das Cerialis im Jahr 215 gemeinsam mit Quintus Maecius Laetus bekleidete, eine Belohnung von Seiten des Kaisers für seinen Erfolg in Noricum gewesen sein. Der Name des Konsuln von 215 ist in den offiziellen Konsulnverzeichnissen (Fasti) nur als „Cerialis“ wiedergegeben; zwei Inschriften aus diesem Jahr, in denen die Namen der amtierenden Konsuln zur Datierung verwendet werden, nutzen jedoch die Namensform „Sulla Cerialis“ beziehungsweise das griechische Pendant „Σύλλα Κερ[ιαλ]ίω“ und beweisen damit, dass der Amtsträger von 215 mit dem aus der Weihinschrift bekannten Statthalter von Noricum identisch ist.
Nach dem Konsulat wurde er Statthalter (Legatus Augusti pro praetore) in der Provinz Cappadocia. Dort ist seine Tätigkeit durch zwei Inschriften nachgewiesen, die über die Nennung der Kaiser Macrinus und Diadumenianus auf 217 datiert werden können. Schließlich wurde Cerialis auf Veranlassung des neuen Kaisers Elagabal aus der Provinz nach Rom beordert, dann aber im Auftrag des Herrschers getötet. Zu den Gründen erklärt Cassius Dio in seinem Geschichtswerk, der Statthalter habe sich zuvor in Angelegenheiten eingemischt, die ihn nichts angingen, und habe zudem nach seinem Aufbruch aus der Provinz eigenmächtig Kontakt zu Truppeneinheiten aus Germanien aufgenommen, die sich zufällig gerade über den Winter in Kleinasien aufgehalten hatten. Außerdem betont Dio, dass Elagabal die Hinrichtung des Senators Sulla Cerialis eigenmächtig veranlasst habe, ohne den Senat auch nur darüber in Kenntnis zu setzen. Bei den erwähnten germanischen Truppen dürfte es sich um Einheiten handeln, die der 217 gestorbene Kaiser Caracalla für seinen geplanten Feldzug gegen das Partherreich in den Osten abgezogen hatte und die wohl 218/219 in Kleinasien überwintert hatten. Demnach ist der Tod des Sulla Cerialis auf das Jahr 219, möglicherweise ins Frühjahr zu datieren.
In einem Papyrus des Jahres 209/210 ist bezeugt, dass 199/200 ein gewisser Cerialis als Angehöriger des Ritterstandes kaiserlicher Prokurator für die Durchführung einer Landvermessung (Episkepsis) in Ägypten amtierte. Daneben wird in den Fragmenta Vaticana ein Mann namens Cerialis als Leiter der Libellkanzlei (a libellis) und Beauftragter für die Vermögensschatzung (a censibus) unter Kaiser Caracalla erwähnt; wobei aufgrund der unvollständigen Erhaltung der Passage auch möglich ist, dass sie sich nicht auf die Alleinherrschaft Caracallas (211–217) bezieht, sondern auf die Zeit von dessen gemeinsamer Herrschaft mit seinem Vater Septimius Severus ab 197. Es ist wahrscheinlich, dass es sich bei beiden „Cerialis“ um dieselbe Person handelt, und darüber hinaus ist möglich, dass es sich um Marcus Munatius Sulla Cerialis handelt, der in den 210er Jahren als Statthalter und Konsul bezeugt ist. Falls das zutrifft, hätte dieser seine Karriere auf deutlich niedrigeren Posten, nämlich als Angehöriger des Ritterstandes, begonnen und wäre demnach als erster seiner Familie in den Senat gelangt (homo novus).
Cerialis war stammte vermutlich aus Italien. Bei Marcus Munatius Sulla Urbanus, einem der beiden ordentlichen Konsuln des Jahres 234, handelt es sich anscheinend um seinen Sohn.